# Liftarens guide till galaxen
Liftarens guide till galaxen (engelska: The Hitchhiker's Guide to the Galaxy) är en historia av författaren Douglas Adams som återberättats i minst sju olika medier. Den började som en radiopjäs 1978 och har utvecklats till fem böcker (eller sex om man räknar med den sista delen skriven av Eoin Colfer), teaterpjäs, ett textbaserat äventyrsspel, en tv-serie, en seriebok och en film. Handlingen kretsar kring jordbon Arthur Dents äventyr i universum och senare även i multiversum.

## Handling
Arthur Dent upptäcker en morgon att hans hus håller på att rivas till förmån för en ny genomfartsled som skall byggas på platsen. Då han ligger iklädd morgonrock i leran framför en bulldozer, i protest mot rivningen, dyker utomjordingen och den gode vännen Ford Prefect upp. Ford är anställd av redaktionen till det digitala uppslagsverket Liftarens guide till galaxen och tar med Arthur till den lokala puben, efter att ha lyckats övertala byggarbetarnas chef att lägga sig i leran i Arthurs ställe. När de är på puben uppenbarar sig en Vogonflotta, bestående av jättelika rymdskepp, på himlen. Dessa "skall bara" spränga jorden för att ge plats åt en intergalaktisk genomfartsled. Ford och Arthur lyckas lifta med ett av rymdskeppen i samma sekund som jorden sprängs. Det visar sig senare att planeten jorden enbart är ett experiment för att hitta "den yttersta frågan om livet, universum och allting". Svaret är 42, men frågan kan inte existera i samma universum som svaret. Om man inte förstår svaret på en fråga, behöver det inte vara svaret det är fel på, det kan lika gärna vara frågan som är felställd, konstaterar berättaren i boken. Det händer allt mer osannolika saker i fortsättningen på berättelsen, som kan vara lite snårig på sina ställen då det pågår en del parallellhandlingar. Böckernas "berättarröst" kommer in och förklarar olika skeenden som mer eller mindre (oftast mindre) för handlingen framåt.

## Figurer
- Arthur Dent - bokens huvudperson.
- Ford Prefect - frilansande författare till berömt elektroniskt uppslagsverk.
- Zaphod Beeblebrox - galaxens fd president, har två huvuden (och tre armar, i TV-serien antyds även multipla genitalia).
- Trillian - Jordbo som följde med Zaphod till hans skepp sex månader innan Arthur.
- Marvin - den deprimerade roboten.
- Slartibartfast - designer av kustlinjer och Norge.
- Wowbagger - ofrivilligt odödlig varelse som förolämpar alla i Universum.
- Oolon Colluphid - debattör och författare.
- Prostetnic Vogon Jeltz - befälhavare för vogonernas konstruktionsflotta.
- Gargravarr - person som separerat med sin kropp och är "vaktmästare" vid Vidgade-Vyer-Vortex.
- Hooloovoo — En superintelligent nyans av blått som var med och konstruerade rymdskeppet Hjärtat av Guld.
- Agrajag — Varelse som är medveten om att han återföds, blir dödad av Arthur Dent i alla sina reinkarnationer. Försöker döda Arthur.
- Jopp-Hej-Di — Den trippelbröstade horan på Eroticon 6.
- Eddie — Skeppsdatorn på Hjärtat av Guld.
- Gag Halfrunt — Zaphods och Prostetnics hjärnskrynklare.
- Trin Tragula — Skapade Vidgade-Vyer-Vortex med hjälp av små mazarinbitar.
- Veet Vojagig — Hittade alla försvunna bläckpennor.
- Zaphod Beeblebrox den fjärde — Zaphods döde farfars far, kontaktas vid en seans.
- Zipo Bibrok 5×108 — Ännu tidigare förfader som var domare i krigstribunalen mot folket från Krikkit för miljontals år sedan.
- Yooden Vranx — Zaphods företrädare som president.
- Humma Kavula — Zaphods besegrade motkandidat i presidentvalet. Specialskrevs för filmen, där rollen spelades av John Malkovich.
- Questular Rontok — Zaphods kvinnliga vicepresident, också specialskriven figur i filmen.
- Zem — En mycket pratsam madrass. Zem träffar på Marvin på träskplaneten Sqornshellous Zeta och tråkar ut honom med sitt babbel som upprepas varje dag. I deras konversation bevisar Marvin bland annat att han är flera biljoner gånger smartare än Zem. Zem porträtteras röstvis i radioserien av Andy Taylor.[1]
- Hotblack Desiato — Frontfigur i plutoniumbandet Disaster Area (Novalucol i de svenska översättningarna av bokserien), galaxens mest högljudda plutoniumband. Enligt bandets fans avnjuts konserten bäst i en betongbunker 60 kilometer från scenen. Bandets medlemmar befinner sig under konserterna ombord på sitt rymdskepp, där de spelar sina instrument via fjärrkontroller. Bandets rymdskepp ligger i en omloppsbana runt den planeten där konserten äger rum, eller kanske helst runt en annan planet. Bandet är av konstnärliga eller militärstrategiska skäl hindrade från att uppträda på vissa håll i galaxen. Då Douglas Adams var god vän med David Gilmour är det inte så svårt att förstå att han inspirerats av Pink Floyd. Likaså låter plutoniumbandet en obemannad stuntrymdfarkost krascha in i en närbelägen sol under konserten, vilket är en referens till Pink Floyds låt "Set the Controls to the Heart of the Sun". Desiato har försatts i ett dödsliknande tillstånd med hjälp av ett "death support system", alltså ett system som håller honom levande trots att han är död.  Han försattes i detta tillstånd av rent skattetekniska skäl. Också detta är en referens till Pink Floyds medlemmar, liksom flera andra samtida rockartister, som i olika tider vistades utomlands på grund av skatteskäl.

## Radioserien
Allting började som en radioserie i 12 delar. År 1978 sändes de sex första avsnitten på BBC Radio 4, 24 december samma år sändes avsnitt sju och 1980 sändes ytterligare fem avsnitt.
Sveriges Radio översatte och spelade in radioserien. Den sändes av Radioteatern somrarna 1987 och 1988 med bland andra:
- Arthur Dent – Adde Malmberg.
- Ford Prefect – Peter Hüttner (avsnitt 1–6), Tomas Pontén (avsnitt 7–12).
- Zaphod Beeblebrox och Prostetnic Vogon Jeltz – Helge Skoog.
- Tricia "Trillian" McMillan – Jessica Zandén
- Marvin, androiden – Ulf Johanson
- Boken (berättare) – Sven Wollter (avsnitt 1–6), Ernst-Hugo Järegård (avsnitt 7–12).

Åren 2004–05 gjorde BBC radiodramatiseringar av den tredje, fjärde och femte boken, som kallades tredje, fjärde och femte "faserna" men dessutom med lite ordvitsig knorr på det hela:
- Tertiary phase (sex avsnitt sända 21/9, 28/9, 5/10, 12/10, 19/10 och 26/10 2004)
- Quandary phase (fyra avsnitt sända 3/5, 10/5, 17/5 och 24/5 2005)
- Quintessential phase (fyra avsnitt sända 31/5, 7/6, 14/6 och 21/6 2005)

Douglas Adams hade lanserat termerna primary phase och secondary phase i samband med att BBC gav ut de två första omgångarna på CD 1993.

## Böckerna
Bokserien brukar kallas en "trilogi i fem delar" (sedermera sex delar, om man räknar med Eoin Colfers uppföljande bok), vilket torde vara världens enda. När fjärde boken utkom kallades den i marknadsföringen, i god linje med Douglas Adams humor, för "fjärde boken i liftar-trilogin", och när femte boken utkom ytterligare många år senare kallades den "femte boken i den alltmer felaktigt benämnda liftar-trilogin".
- Liftarens guide till galaxen 1979
- Restaurangen vid slutet av universum 1980
- Livet, universum och allting 1982
- Ajöss och tack för fisken 1984
- I stort sett menlös 1992
- Och en grej till... 2009

Douglas Adams änka Jane Belson uppdrog tillsammans med Adams juridiska representanter åt Eoin Colfer att skriva den sjätte boken. Adams hade åren närmast före sin död 2001 talat i intervjuer om att det var tråkigt att femte boken blivit så mörk, att sex kändes som ett bättre antal än fem, och att han räknade med att förr eller senare skriva en sjätte bok, och avsluta serien på ett ljusare sätt.
Ödet ville annorlunda, men Adams' arvingar ville att det ändå skulle bli av. Boken publicerades 12 oktober 2009 på Penguin Books, på 30-årsdagen av den första bokens utgivning, och när BBC 4 gjorde sin sjätte "fas" av radioserien baserad på boken hade den premiär 8 mars 2018, 40-årsdagen av det ursprungliga första radioavsnittet 1978. Boken gavs ut på svenska 2010.

## TV-serien
Liftarens Guide till Galaxen blev första gången filmatiserad som en tv-serie i BBC:s regi 1981 och visades i bland annat Storbritannien, Tyskland, Australien, USA och Finland. Där spelades Arthur Dent av Simon Jones och Peter Jones spelade, precis som i radioteatern och talboken, "The Book".
Denna version är mer lik böckerna än filmen.

## Datorspelet
År 1984 publicerade Infocom textäventyret "The Hitchhiker's Guide to the Galaxy" som skapats tillsammans med Douglas Adams. Precis som alla andra versioner av Liftarens guide till galaxen tar textäventyret många egna vägar.

## Filmen
Filmens manus skrevs till stora delar klart av Douglas Adams själv innan han dog. Filmen bygger inte heller på böckerna utan är en fristående berättelse med många inslag från böckerna. Filmatiseringen av Liftarens Guide till Galaxen påbörjades den 19 april 2004 och avslutades i augusti samma år, då efterproduktion vidtog. Filmen hade internationell premiär den 29 april 2005. Huvudrollen som Arthur Dent spelas av Martin Freeman. Dessutom medverkar John Malkovich som den galne religiöse ledaren Humma Kavula, en av figurerna som Douglas Adams skapade speciellt för filmmanuset. I en kaotisk scen medverkar Adams dotter Polly, hans syster Jane Thrift, hans syster Sue Adams och hans bror James Thrift som statister. Även hans mor Janet Thrift finns med i scenen, som visar panikslagna människor på en gata i London ögonblicket innan jorden utplånas av vogonernas konstruktionsflotta.